# 작은집박쥐
작은집박쥐(Pipistrellus nanulus)는 애기박쥐과에 속하는 박쥐의 일종이다. 베넹과 부르키나 파소, 카메룬, 중앙아프리카공화국, 콩고민주공화국, 코트디부아르, 적도기니, 가봉, 가나, 기니, 케냐, 라이베리아, 나이지리아, 세네갈, 시에라리온, 우간다에서 발견된다. 아열대 또는 열대 기후 지역의 건조림과 습윤 저지대 숲, 습윤 사바나 지역에서 서식한다.